# Педді Ешдаун
Джеремі Джон Дерхем Ашдаун, барон Ашдаун з Нортон-саб-Хемдона (англ. Jeremy John Durham Ashdown, Baron Ashdown of Norton-sub-Hamdon; 27 лютого 1941, Нью-Делі, Британська Індія — 22 грудня 2018), відоміший як Педді Ашдаун — британський політик, лідер ліберальних демократів у 1988–1999, дипломат. Верховний представник щодо Боснії й Герцеговини (2002—2006).

## Біографія
Народився в Нью-Делі. Його батько був офіцером, що служив у британській армії в Індії; мати працювала військовою медсестрою.
У 1945 родина переїхала до Північної Ірландії, на ферму біля Donaghadee.
У 1959 вступив на службу в Королівську морську піхоту. Брав участь в індонезійської-малайзійському конфлікті 1963—1966. Деякий час служив в Особливій човнової службі (SBS).
Вийшов у відставку в 1972, після чого якийсь час працював у міністерстві закордонних справ представником при органах ООН в Женеві.
У 1975 вступив в Ліберальну партію. До цього часу він підтримував Лейбористську партію. На виборах 1983 обраний до Палати громад.
Був представником союзу лібералів і соціал-демократів з питань торгівлі та промисловості, а потім за освітою. Після злиття партій 16 липня 1988 обраний лідером нової партії ліберальних демократів.
У 1989 введений до складу Таємної ради. Під керівництвом Ешдауна партія зібрала майже 6 мільйонів голосів і 22 депутатських місця на виборах 1992 року і 46 місць на виборах 1997 року.
У 1999, однак, Ешдаун пішов у відставку. Новим лідером партії став Чарльз Кеннеді. На виборах 2001 року не став переобиратися в Палату громад.
27 травня 2002 призначений Верховним представником по Боснії і Герцеговині. Він також давав свідчення проти Слободана Мілошевича в Гаазькому трибуналі. До смерті був одним з представників партії в Палаті лордів.
Ешдаун — поліглот, побіжно розмовляв декількома мовами, в тому числі, мандаринським діалектом китайської.